# 노다케 히로야
노다케 히로야(일본어: 野嶽 寛也, 2000년 12월 3일~)는 일본의 축구 선수이다.

## 구단 경력
그는 2018년 J3리그의 가고시마 유나이티드 FC에 입단했다. 2023년 J3리그 준우승으로 J2리그로 승격했다. 2024년까지 91경기에 출전하여, 4득점을 넣었다. 2025년 J2리그의 몬테디오 야마가타로 이적했다.